# Sint-Adalbertkerk (Krakau)
De Sint-Adalbertkerk (Pools: Kościół św. Wojciecha) is een op de Grote Markt gelegen kerkgebouw in de historische binnenstad van de Poolse stad Krakau. De bijna 1000 jaar oude kerk is een van de oudste stenen kerken van het land en was een belangrijk godshuis voor rondreizende handelaren uit heel Europa.

## Geschiedenis
De romaanse kerk werd in de 11e eeuw op de plaats van een voorganger gebouwd en gewijd aan de in het heidense Pruisen vermoorde missionaris Sint-Adalbert (św. Wojciech), wiens lichaam door koning Bolesław I voor de prijs van het gewicht in goud terug werd gekocht om in de kathedraal van Gniezno te worden bijgezet. Volgens de overlevering zou Adalbert op deze plek de kerk in 997 hebben ingewijd en er hebben gepreekt voordat hij naar Pruisen ging om er het Christendom te brengen. Het kerkgebouw staat op de zuidoostelijke hoek van het grootste middeleeuwse plein van Europa. Tijdens de aanleg van het plein (1257) bestond de kerk al bijna een eeuw. De vloer van de kerk is lager gelegen dan het plein. Het gebouw werd tussen 1611-1618 in barokke stijl verbouwd.
Een restauratie in de 19e eeuw leidde tot de ontdekking van de romaanse oorsprong van de Adalbertkerk. Volgens het Archeologische Museum van Krakau ging een houten gebouw uit het einde van de 10e eeuw aan de stenen kerk vooraf. In de lagere delen van de muren zijn de oorspronkelijke stenen van de in de 11e-eeuwse kerk bewaard gebleven. De muren van dit kerkgebouw werden het fundament voor een nieuwe kerk, die rond de eeuwwisseling van de 11e-12e eeuw werd gebouwd van kleinere rechthoekige stenen. Nadat het plein bij een reconstructie 2 tot 2,6 meter hoger kwam te liggen, werden de muren van de kerk in de 17e eeuw opgetrokken en bedekt met stucwerk. Er werd een nieuwe westelijk portaal toegevoegd en de kerk kreeg een barokke koepel.
De crypte van de kerk wordt beheerd door het Archeologische Museum, dat hier een permanente expositie over de geschiedenis van het plein huisvest (Muzeum Dziejów Rynku). De toerist dient zich bij een bezichtiging van het gebouw echter bewust te zijn van het feit dat de Adalbertkerk een echte kerk betreft, waar zich voortdurend biddende mensen bevinden.

## Inrichting
De belangrijkste kunstwerken in de kerk zijn een gotisch kruis uit de 15e eeuw, het hoogaltaar met een schilderij van Maria met Kind en aan weerszijden de beelden van de heilige bisschoppen Adalbert en Stanislaus en een schilderij van de heilige Adalbert uit de 17e eeuw, een werk van Kasper Kurcz dat waarschijnlijk ooit deel uitmaakte van het vroegere hoofdaltaar uit de oude kerk.

## Afbeeldingen

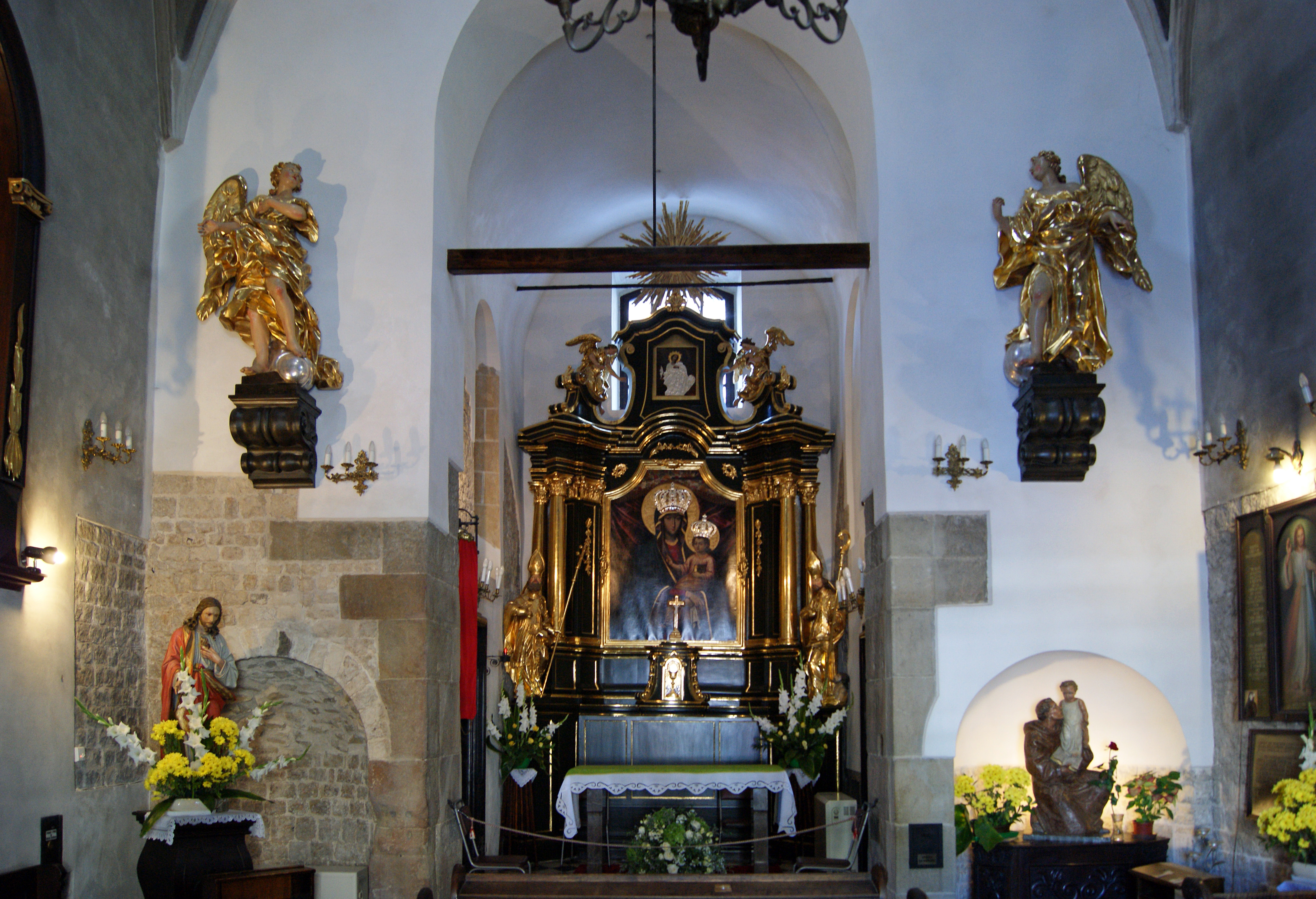
Interieur
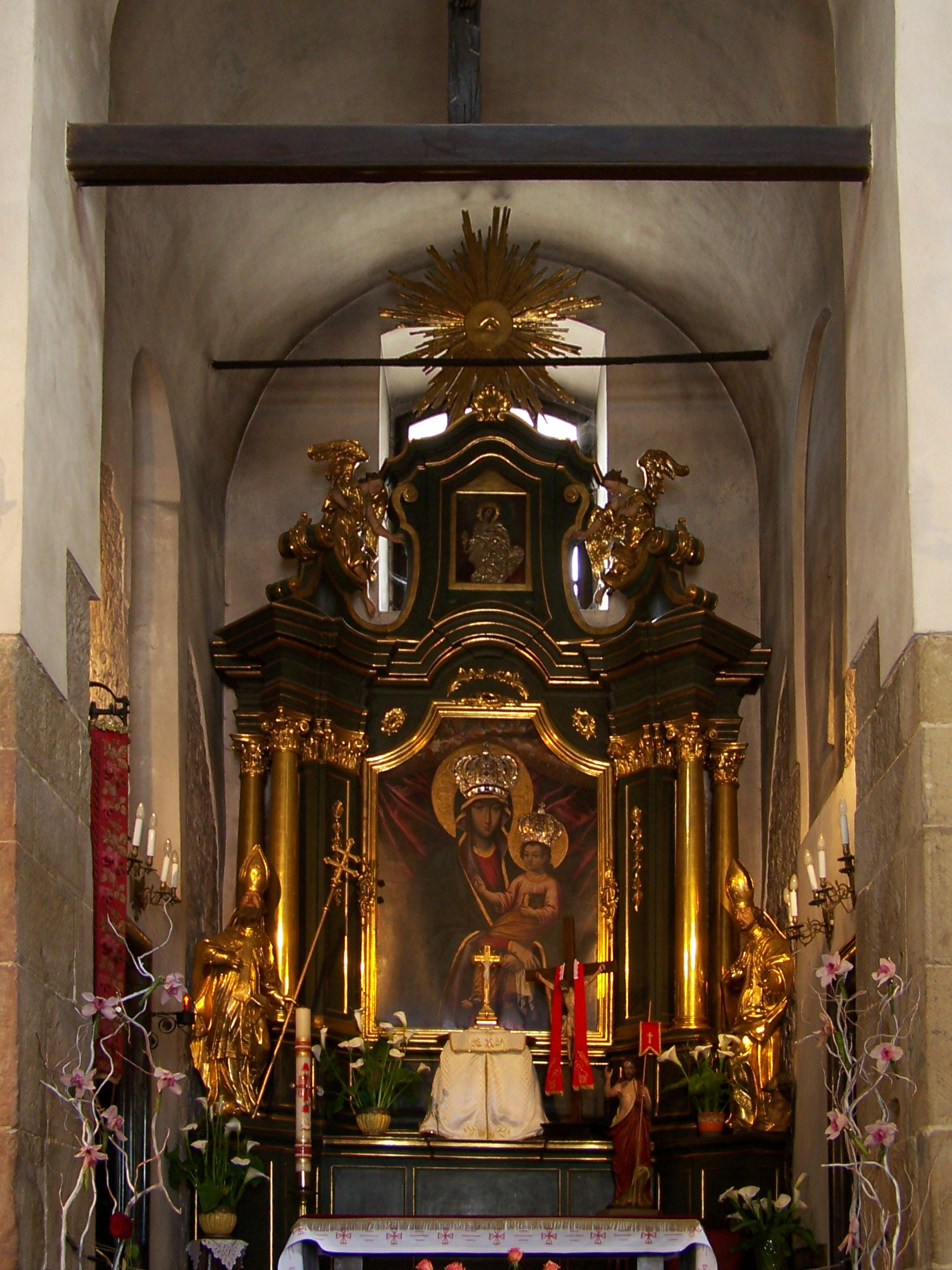
Hoofdaltaar
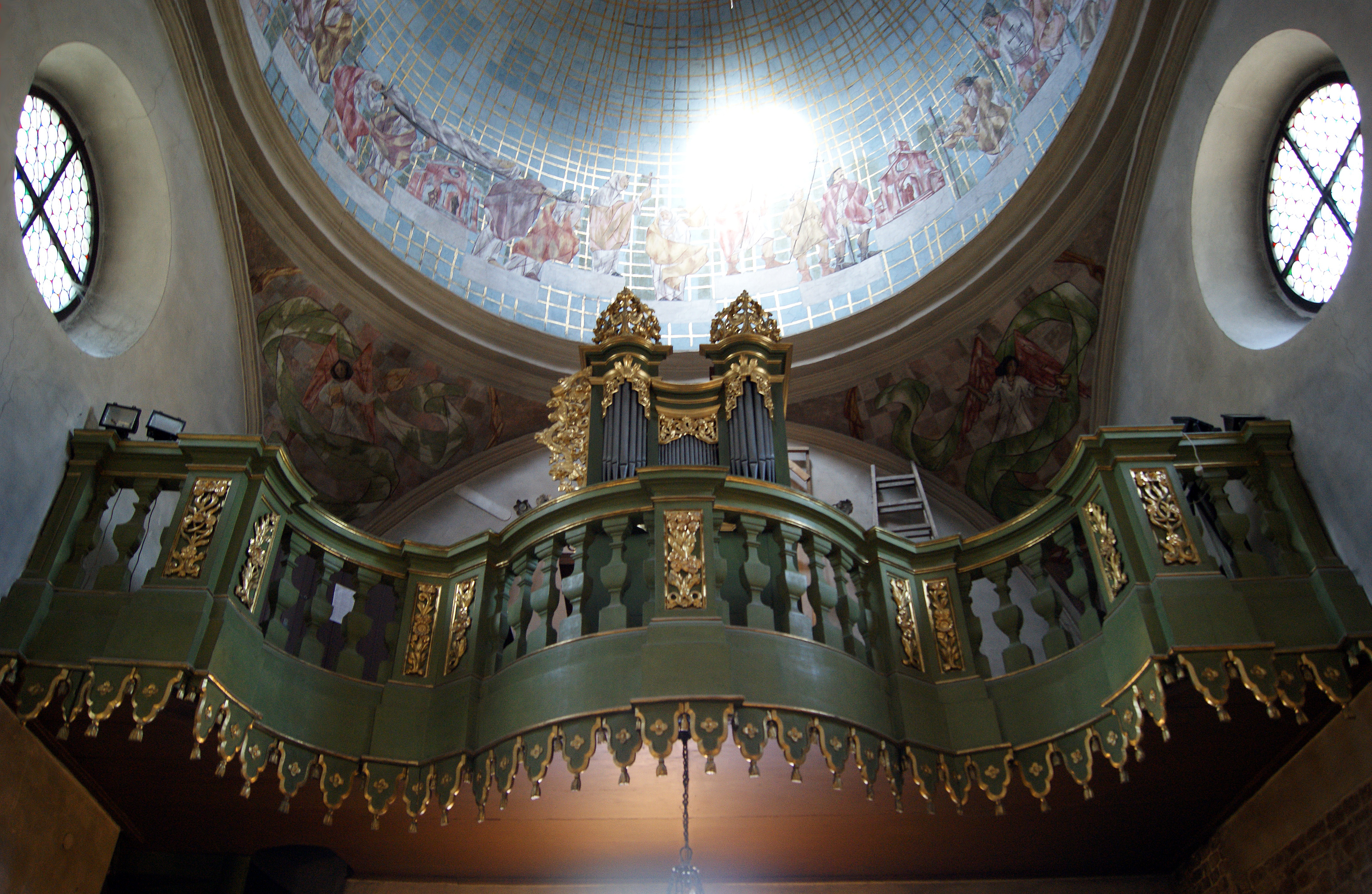
Orgel